# Chaerephon ansorgei
Chaerephon ansorgei је врста сисара из реда слепих мишева (Chiroptera) и породице Molossidae.

## Распрострањење
Ареал врсте покрива средњи број држава у Африци. 
Врста је присутна у ДР Конгу, Етиопији, Јужноафричкој Републици, Обали Слоноваче, Судану, Камеруну, Зимбабвеу и Анголи.

## Станиште
Станиште врсте су саване. Врста је по висини распрострањена од 400 до 2000 метара надморске висине.

## Угроженост
Ова врста је наведена као последња брига, јер има широко распрострањење и честа је врста.